# Pediasia epineurus
Pediasia epineurus is een vlinder uit de familie grasmotten (Crambidae). De wetenschappelijke naam is voor het eerst geldig gepubliceerd in 1883 door Meyrick.
De soort komt voor in Europa.